# S.V. Fortuna Wormerveer
Fortuna Wormerveer (voluit Sportvereniging Fortuna Wormerveer) is een amateurvoetbalvereniging uit Wormerveer, gemeente Zaanstad, Noord-Holland, Nederland.

## Algemeen
De club ontstond in 2007 als gevolg van de fusie tussen de voetbalclub VV Wormerveer en tennisvereniging TV Wormerveer. De voetbalclub was in 2003 op zijn beurt ontstaan uit een fusie tussen de Wormerveerse voetbalclubs QSC en WFC. De club kent een tennis- en voetbalafdeling. 
De club was vooral bekend vanwege zijn vrouwenafdeling, die tot de beste van het land mocht worden gerekend en tot en met het seizoen 2011/12 op het hoogste amateurniveau speelde. Dit laatste seizoen degradeerde de club naar de Hoofdklasse, sinds de invoering van de Topklasse, het tweede amateurniveau. In het seizoen 2014/15 keerde dit team terug op het hoogste amateurniveau. Per seizoen 2017/18 is het prestatieve vrouwenvoetbal ontbonden.

## Historie
De voetbalvereniging Fortuna Wormerveer ontstond op 1 juli 2003 na de fusie van de voetbalverenigingen QSC en WFC. De pas ontstane club was vanaf de start in alle opzichten groter dan de som van beide clubs tezamen.
Direct na de fusie werd begonnen het Wateringcomplex een nieuwe uitstraling te geven met faciliteiten die pasten bij een moderne club. De facelift die het complex onderging, werd geheel in eigen beheer uitgevoerd. Zo werd allereerst een groot kunstgrasveld aangelegd, dat voor trainingen en wedstrijden gebruikt wordt. Daarna werd een nieuw parkeerterrein gerealiseerd, waarbij een visvijver gedempt moest worden, en het B-veld gedraaid. Uniek is het D-veld, een kunstgrasveld dat afmetingen heeft van een E-F-veld maar geheel op schaal nagebouwd. Dit veld draagt de naam AtéCé Mini Arena. Nadat de Mini Arena was opgeleverd, kon het B-veld opnieuw gelegd worden. Dit voetbalgrasveld is zo gemaakt dat ook standaard-elftallen hierop hun wedstrijden mogen spelen.
In het seizoen 2006/2007 werd besloten een eredivisie vrouwen voetbal op te zetten met uitsluitend BVO’s. De BVO kan een samenwerkingsverband hebben met een hoofdklasse club. Fortuna Wormerveer ging een samenwerking aan met AZ. Buiten het voetbalgebied heeft Fortuna Wormerveer een sterke verenigingscultuur. Onder andere de grote supportersvereniging ‘de Fortuna Fans’ is altijd kenmerkend geweest. Met meer dan 800 leden is de “de Fortuna Fans” een van de grootste amateurvoetbal supportersverenigingen van Nederland.
Op 22 juni 2007 fuseerde VV Fortuna Wormerveer met Tennis Vereniging Wormerveer tot SV Fortuna Wormerveer.

## SV Wormerveer
Tennisvereniging
De tennisvereniging kent ook een lange geschiedenis. Opgericht op 26 april 1937 als een tennisvereniging voor de personeelsleden van Wessanen kende het jarenlang een rustig bestaan. Al snel had men een eigen tennisaccommodatie met twee gravelbanen bijna midden in het natuurgebied het Guisveld. Deze idyllische situatie blokkeerde echter ook een gezonde groei. De opkomst van moderne ondergronden voor tennisbanen en de onmogelijkheid om te groeien, waren reden om te verhuizen naar het Wateringcomplex en te fuseren. Op het Wateringcomplex werd begin 2008 een tenniscomplex met drie kunstgrasbanen gerealiseerd met alle moderne faciliteiten.
Complexen
Na de fusies werd besloten de complexen van QSC (het Guisveldcomplexv) en van de tennisvereniging te verkopen ten behoeve van verdere groei op het Wateringcomplex. Beide sportcomplexen werden in het verenigingsjaar 2007/2008 verkocht. Het Guisveldcomplex wordt door Fortuna Wormerveer tegenwoordig gehuurd ten behoeve van extra trainingscapaciteit voor de voetbaltak, maar ook om Fortuna's badmintonafdeling onderdak te verschaffen.

## Standaardelftallen
Het standaardelftal in de zondagafdeling van het amateurvoetbal speelt in het seizoen 2020/21 in Eerste klasse, het zaterdagelftal, sinds het seizoen 2017/18 weer in competitie,sinds promotie in seizoen 2021- 2022 in de Derde klasse van West-I.

### Zaterdag

#### Competitieresultaten 2006–heden
| 1 5B |

| 2 4B |

| 5 4B |

| 6 4B |

| 9 4B |

| 9 4B |

| 12 4A |

|  |

|  |

|  |

|  |

|  |

| 10 4A |

| 9 4B |

| -- 4B |

| -- 4B |

| 4 4B |

| 2 3A |

| 3A |

| Derde klasse | Vierde klasse | Vijfde klasse |

### Zondag
In het seizoen 2020/21 speelde dit team een enkel seizoen in de landelijke Hoofdklasse, de hoogst bereikte klasse. Deze werd bereikt na het behalen van het klassekampioenschap in de Eerste klasse (1A) van het KNVB-district West-I. Deze klasse werd in 2015 bereikt na drie opeenvolgende promoties (in 2012/13 als klassekampioen in 4C en in 2013/14 en 2014/15 -respectievelijk 3B en 2A- via na-competitie).

#### Competitieresultaten 2004–heden
| 10 3B |

| 1 4C |

| 10 3A |

| 7 3B |

| 8 3B |

| 5 3B |

| 8 3B |

| 12 3B |

| 6 4C |

| 1 4C |

| 3 3B |

| 2 2A |

| 4 1A |

| 9 1A |

| 1 1A |

| 14 A |

| -- 1A |

| -- 1A |

| 4 1A |

| 8 1A |

| 1A |

| Hoofdklasse | Eerste klasse | Tweede klasse | Derde klasse | Vierde klasse |

2013: de beslissingswedstrijd op 16 mei om het klassekampioenschap in 4C werd bij VV Assendelft met 1-0 gewonnen van VVV Westzaan.
In elke staaf van de grafiek staat van boven naar beneden vermeld: 
- Eindnotering

Dit is de positie die de club heeft bereikt in de competitie, zonder eventuele beslissings-, play-off- of nacompetitiewedstrijden die nodig zijn geweest om bijvoorbeeld de kampioen van de competitie te bepalen.
Indien een * achter het getal staat is de notering een tussenstand en kan het zijn dat de notering niet overeenkomt met de uiteindelijke eindstand van de competitie.
Staat er een - dan is het seizoen nog bezig en is er geen definitieve uitslag bekend.
Staat er xx op de positie van de notering, dan heeft de club vroegtijdig de competitie verlaten. Dit kan onder andere komen door terugtrekking van het team, faillissement van de club of door een uitgedeelde straf van de KNVB. In veel gevallen staat elders in het artikel de reden vermeld.
Staat er een ? dan is het resultaat uit het verleden onbekend, en is alleen de competitie of het niveau bekend van dat seizoen.
In de seizoenen 2019/20 en 2020/21 werd wegens de coronacrisis het amateurvoetbal afgebroken. Daardoor kennen deze staven geen eindklassering (middels -- weergegeven).
- Competitieniveau en afdelingsletter of Officiële eindstand Eredivisie
  - Competitieniveau en afdelingsletter

Hierbij geeft het getal het niveau weer, dat ook terug te vinden is in de legenda. De letter is de afdelingsaanduiding en wordt gebruikt wanneer er meer afdelingen zijn op hetzelfde niveau. De afdelingsletter is altijd een hoofdletter en wordt meestal zonder nummer gebruikt.
Voorbeeld: 2F is niveau 2e klasse competitie F.
Het competitieniveau en nummer wordt niet vermeld wanneer er slechts één competitie van dit niveau was.
  - Officiële eindstand Eredivisie (getal staat tussen haakjes vermeld)

Sinds de introductie van play-offwedstrijden voor Europees voetbal na afloop van de reguliere competitie in 2005/06, is de KNVB verplicht een eindstand van de Eredivisie door te geven aan de UEFA aan de hand van deze play-offwedstrijden.
Bij deze eindstand staan clubs die zich hebben gekwalificeerd voor Europees voetbal hoger dan clubs die zich niet wisten te kwalificeren. Indien er geen verschil was tussen de eindnotering en de officiële eindstand, staat dit getal niet vermeld.

- Onderafdeling

Hier staat afgekort de naam van de onderafdeling indien de club in dat jaar in een onderafdeling uitkwam. Tevens staat deze afkorting in de legenda en wordt gelinkt naar het artikel over deze onderafdeling. Deze afkorting wordt alleen vermeld wanneer de club in het verleden in verschillende onderafdelingen heeft gespeeld. Deze vermelding is in de staaf altijd in kleine letters. Deze onderafdelingen zijn na het seizoen 1995/96 afgeschaft. Heeft de club in slechts één onderafdeling gespeeld, dan is dit alleen terug te vinden in de legenda.
Onder de staaf staat het jaartal vermeld waarin het seizoen is afgesloten. 15 verwijst naar het seizoen 2014/15 of eventueel het seizoen 1914/15.
Wanneer een staaf leeg is, zijn deze gegevens niet bekend. Het kan ook zijn dat de club dat seizoen niet heeft meegespeeld op het hogere amateurniveau, vroegtijdig de competitie heeft verlaten of uit de competitie is gezet.

In het seizoen 1944/45 was er wegens de Tweede Wereldoorlog geen regulier competitievoetbal.

## Vrouwenvoetbal
Fortuna Wormerveer legde vier keer beslag op de KNVB beker, driemaal als WFC (1996, 1999 en 2003) en eenmaal als Fortuna Wormerveer (2006). Daarmee is het recordhouder, samen met SV Saestum en AFC Ajax. In 2006 stond het in de Supercup tegenover landskampioen SV Saestum, waarin de club uit Zeist met 2-1 te sterk was.
Nadat het eerste team in 2017 nog derde werd in de Hoofdklasse B, werd voor het seizoen erop geen elftallen meer ingeschreven voor competitievoetbal.

### Competitieresultaten 1995-2015
N.B. t/m 2003 resultaten WFC)
| 7 |

| 3 |

| 4 |

| 9 |

| 3 |

| 5 |

| 6 |

| 5 |

| 3 |

| 2 |

| 5 |

| 4 |

| 4 |

| 3 |

| 8 |

| 9 |

| 6 |

| 11 |

| 2 B |

| 2 B |

| 6 |

| 9 |

| 3 B |

|                      | \| Topklasse (niveau 1) \| Hoofdklasse (niveau 1) \| Hoofdklasse (niveau 2) \| |                        |
| Topklasse (niveau 1) | Hoofdklasse (niveau 1)                                                         | Hoofdklasse (niveau 2) |

### Erelijst
winnaar KNVB beker: 1996, 1999, 2003, 2006

### Eredivisie
Begin 2007 werd bekendgemaakt dat er vanaf het voetbalseizoen 2007/2008 ook een Eredivisie voor vrouwen zou starten, bestaande uit ADO Den Haag, AZ, SC Heerenveen, FC Twente, FC Utrecht en Willem II. Om voor een goede doorstroom van talenten te zorgen werd elke club gekoppeld aan een club uit de hoofdklasse voor vrouwen. Fortuna Wormerveer ging een verbond aan met AZ.

## Bekende (oud-)spelers
- Lion Axwijk
- Nordin Bakker
- Emre Bilgin
- David Min
- Finn Stam

### Vrouwen
- Linda Bos (2006–2007)
- Dionne Demarteau (2005–2007)
- Kim Dolstra (2005–2007)
- Lize Kop (jeugd)
- Liesbeth Migchelsen (2005–2007)
- Jessica Torny (2006–2007)

Voormalige: GVO · Hellas Sport Combinatie · KVV · Meervogels · PSCK · VV PSZ · QSC · WFC · VVZ Zaandam · FC Zaanstreek · ZFC · ZVV Zilvermeeuwen · VV ZTS · ZVV Zaandam
 Zie ook: AZ